# Thomas Hartmann (Journalist)
Thomas Hartmann (* 28. Juni 1947) in Wilkau-Haßlau ist ein deutscher Journalist. Er war Mitbegründer der taz und deren erster Chefredakteur.

## Leben
Thomas Hartmann absolvierte eine Ausbildung zum Volljuristen und Soziologen. Während seines Studiums war Hartmann Vorsitzender des Asta an der Johann Wolfgang Goethe-Universität Frankfurt am Main.

## Wirken
Nach einem Besuch der linken französischen Tageszeitung Libération gehörte Thomas Hartmann 1977/1978 zu den Mitbegründern der Zeitung Die Tageszeitung (taz). In der taz arbeitete Hartmann zunächst als Nahost-Redakteur.
Von 1985 bis zu seinem Ausscheiden im März 1987 war Hartmann der erste Chefredakteur des Blattes. Um den Eindruck einer hierarchischen Funktion zu vermeiden, entstand die Bezeichnung Freigestellter (nicht mit der üblichen Redakteursarbeit befasst), ein „Chefredakteur mit begrenztem Handlungsspielraum“. Hartmann erläuterte, „dass ich keine Kompetenz hatte, jemandem etwas zu sagen.“ In dieser Zeit setzte sich Hartmann für ein „pragmatisches und nutzerorientiertes Denken“ in der Redaktion der taz ein.
Nach seinem Ausscheiden aus der taz war Hartmann freiberuflich im Medien- und PR-Bereich tätig. Unter anderem arbeitete er am Haus der Kulturen der Welt (HKW) in Berlin als langjähriger Projektpartner von Fatima Mernissi.
Seit 2008 ist Hartmann Organisator der von ihm initiierten taz-Reisen, politischer Bildungsreisen mit zivilgesellschaftlichem Schwerpunkt. Für Ende 2025 kündigte er seinen Rückzug aus Altersgründen an. 2024 setzte der Aktivist Stefan Müller bei einer Genossenschaftsversammlung der taz durch, dass keine taz-Reisen mit klimaschädlichen Flügen mehr stattfinden dürfen.
Hartmanns Autorenkürzel in der taz war thoha.